# Hobson's Choice
Hobson's Choice is een Britse filmkomedie uit 1954 onder regie van David Lean. Het scenario is gebaseerd op het gelijknamige toneelstuk uit 1915 van de Britse auteur Harold Brighouse. Lean won met deze film de Gouden Beer op het filmfestival van Berlijn.

## Verhaal
Henry Hobson heeft een eigen schoenenzaak. Hij tracht zijn drie dochters onder de duim te houden. Als hij zijn dochter Maggie verbiedt te trouwen met een van zijn werknemers, ontstaat er een familieruzie met grote gevolgen.

## Rolverdeling
| Acteur           | Personage            |
| ---------------- | -------------------- |
| Charles Laughton | Henry Horatio Hobson |
| John Mills       | Willie Mossop        |
| Brenda de Banzie | Maggie Hobson        |
| Daphne Anderson  | Alice Hobson         |
| Prunella Scales  | Vicky Hobson         |
| Richard Wattis   | Albert Prosser       |
| Derek Blomfield  | Freddy Beenstock     |
| Helen Haye       | Mrs. Hepworth        |